# شاه نر
شاه نر (به اسپانیایی: Machismo) اصطلاحی است که در کنش‌شناسی جنسی به حالت اظهار و نمایش دادن اغراق‌آمیز خصوصیات نرینه در مردان گفته می‌شود. این رفتار در مردان می‌تواند دارای درجات مختلفی از احساس مردانگی فرد تا مردسالاری اجتماعی را در بر گیرد.

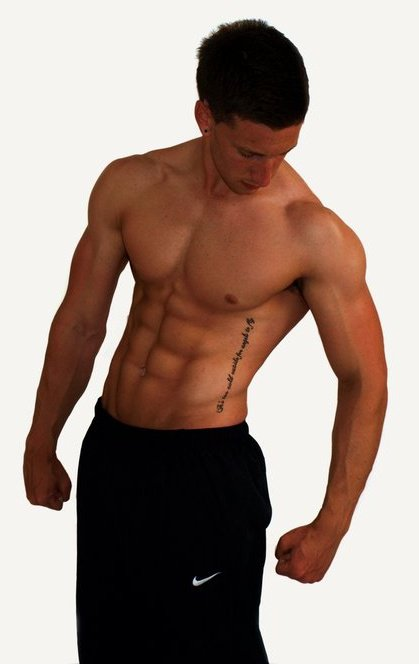
مرد جوان عضلات و قدرت بدنی خود را نمایش می‌دهد، این عمل یک رفتار افتخارآمیز مردانه محسوب می‌شود

## پیوندها
- Definition of "machismo" at the Spanish Wikipedia